# 호두과자
호두과자(영어: Hodu-gwaja, walnut cookies 또는 walnut cakes)는 충청남도 천안시에서 유래된 과자의 한 종류이다. 이 과자를 처음 생산한 회사인 "학화 호두과자"로도 알려져 있으며, 한국과 해외에서 사용된다.
호두 모양의 구운 과자로 팥소를 넣고 겉 반죽은 껍질을 벗기고 으깬 호두와 밀가루로 만든다. 충청남도 천안시에서 만든 것은 "천안 호두과자"라고 하며 지역 특산품이다.

## 표기
호두과자라는 표기는 국립국어연구원에서 표준말로 등록되어있다. 호두과자라는 명칭 외에 호두의 한자식 표기인 '호도(胡桃)'를 쓴 '호도과자'라는 표기도 사용된다. 호두과자 업체 중 한 곳에서 '호도과자'라는 이름으로 상표 등록을 하면서, 그 밖의 제과 업체에서는 거의가 '호두과자'라는 표기를 사용해야 했다.
영어로 직역하면 'Walnut Cake'로 불리나, 이 경우 케이크 안에 호두가 들어가는 것을 가리키기 때문에 로마자 표기법을 그대로 옮긴 'Hodugwaja'와 영어권 이민세대에 맞춘 표기법인 'Hodokwaja' 표기를 주로 사용하고 있다.
2008년 12월 23일부터 천안명물호두생산자협회(영농 조합 법인)에서 지리적 표시 등록에 '천안 호두'의 이름을 상표 등록하면서 천안 지역에서만 '천안 호두'를 사용할 수 있게 되었다.

## 유래

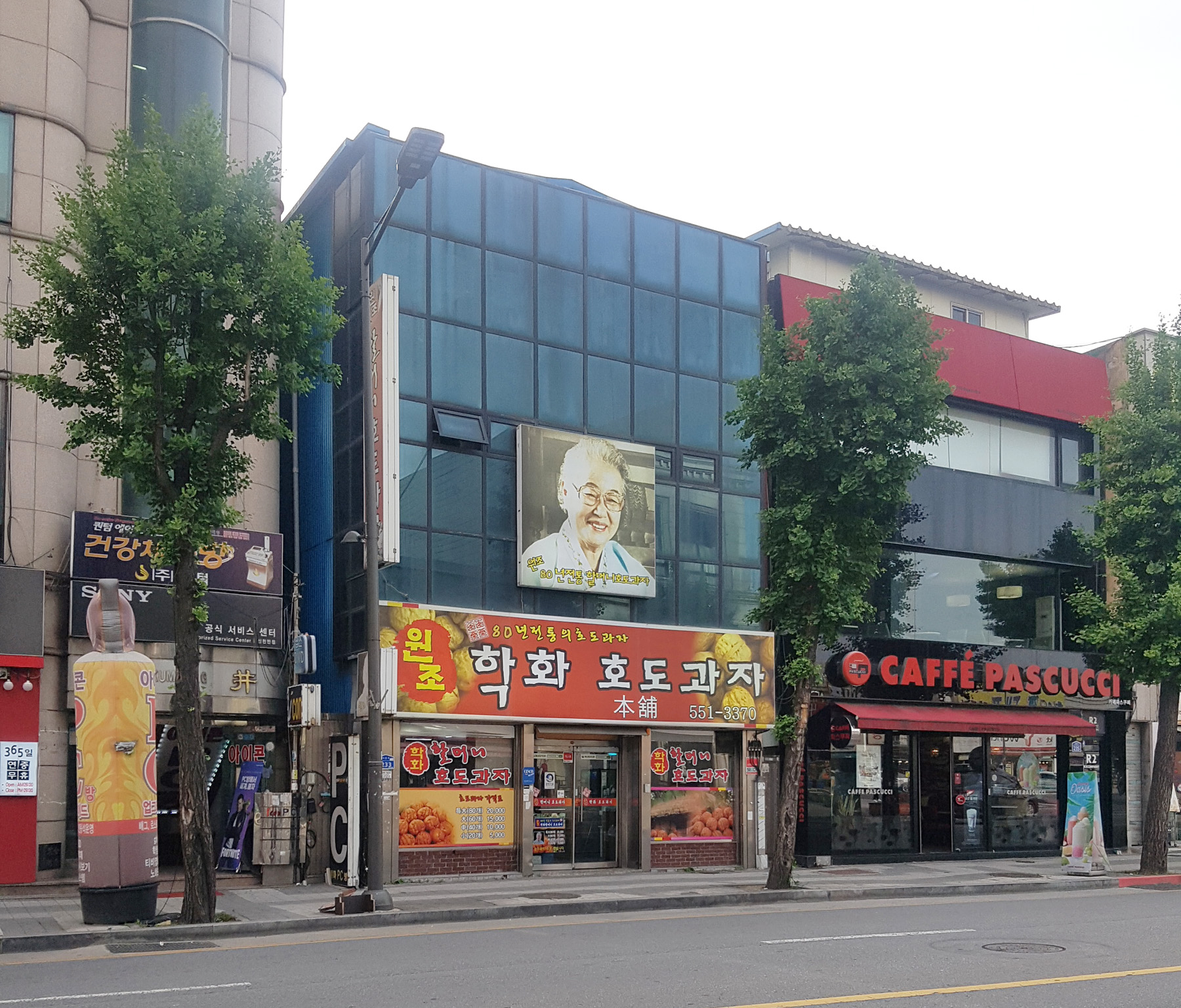
학화호도과자

호두과자는 1934년 제과기술자였던 조귀금(충남 천안, 1907년 출생~1987년 사망)씨가  천안역 근처 "학화호도과자"에서 처음 만들었으며 현재에도 후손들이 호도과자 상표권을 보유하며 가게를 운영하고 있다.
천안 광덕면 특산물인 호두 모양을 본뜬 과자로, 견과류인 호두와 팥 앙금이 들어있다.

## 특징
호두과자는 호두의 겉껍질 모양을 한 틀에 밀가루와 달걀, 설탕을 섞은 반죽을 부은 후 호두살 조각과 앙금을 채운 후 반죽으로 덮어 구워낸다. 전통적인 방법으로 만든 앙금은 껍질을 벗겨낸 팥을 가루 내어 졸여낸 백앙금을 사용하나, 팥의 껍질을 벗기지 않은 적앙금, 또는 강낭콩을 졸여 만든 앙금을 사용하는 경우도 있다. 호두살 조각은 보통 호두과자 겉에 살짝 보이도록 해서 굽는 것이 보통이다. 다 구워낸 호두과자는 한지에 한 알씩 싸서 종이포장을 한다.
호두살은 천안시 광덕면에서 생산되는 호두를 사용하는 것이 기본이다. 천안 광덕 호두는 2009년 기준으로 한 해에 약 60t 정도의 호두가 생산되는데 계속해서 넘쳐나는 수요를 충족시키지 못하여 거의 대부분의 업체에서는 러시아, 몽골, 중국, 베트남, 북한 등의 수입산 호두를 사용하는 경우가 많고, 일부 업체에서 원산지 표기를 허위 기재하다가 적발당한 사례도 있다.

2013년 11월 3일부터 학화 계통을 비롯한 천안 지역 내의 호두과자 업계에서는 밀과 호두, 팥 모두 국산만 사용하기로 하였다.
호두과자는 전문 호두과자 가게나 고속도로 휴게소에서 파는 것이 보통이다.  천안(서울)휴게소 호두과자 매장이 2017년에  59억 6000만원의 매출을 기록하기도 했다.
호두과자는 앙금 맛은 물론, 반죽의 부드러움, 그리고 심지어는 호두 크기도 맛을 좌우한다.

## 사진

고속도로 휴게소에서 판매하는 호두과자 매장
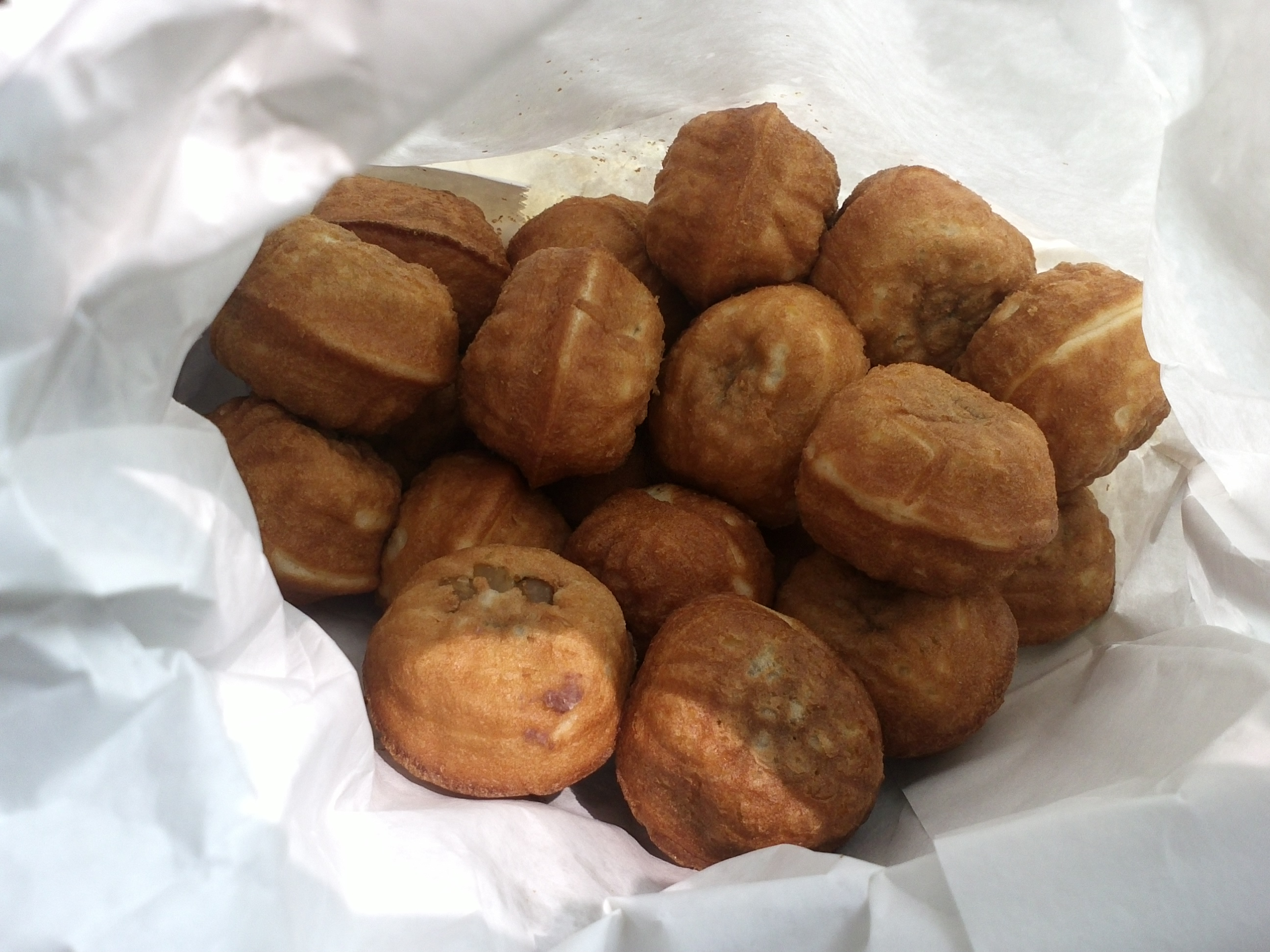
호두과자
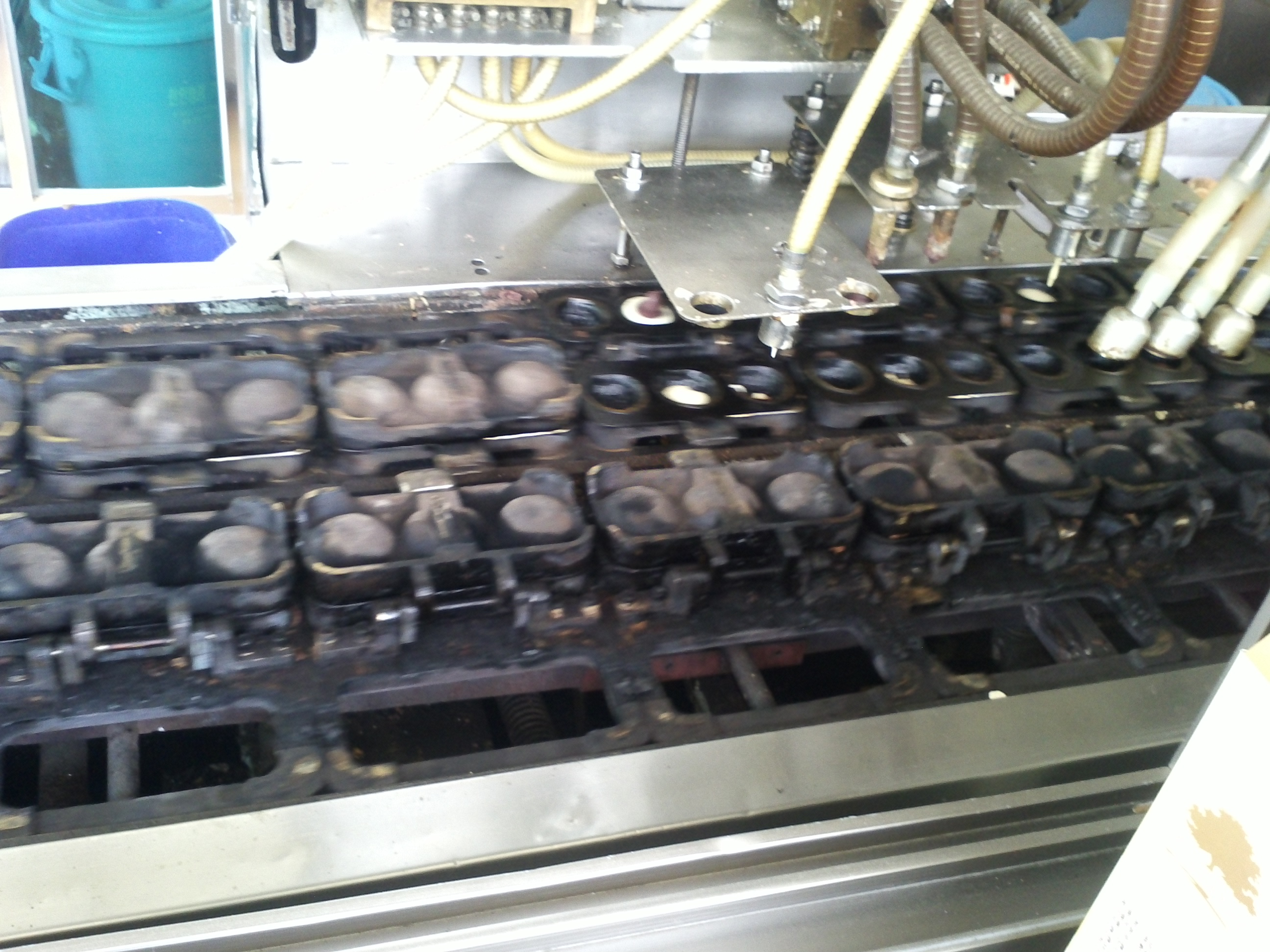
호두과자를 굽는 기계
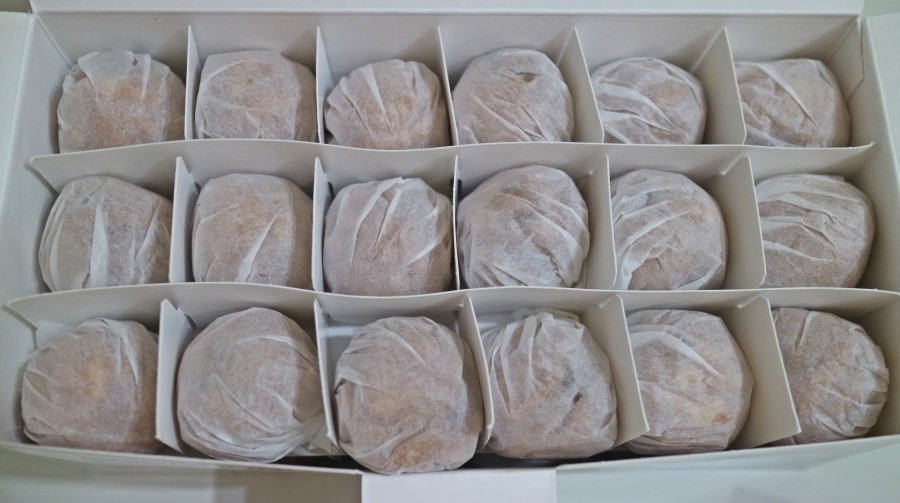
포장된 호두 과자
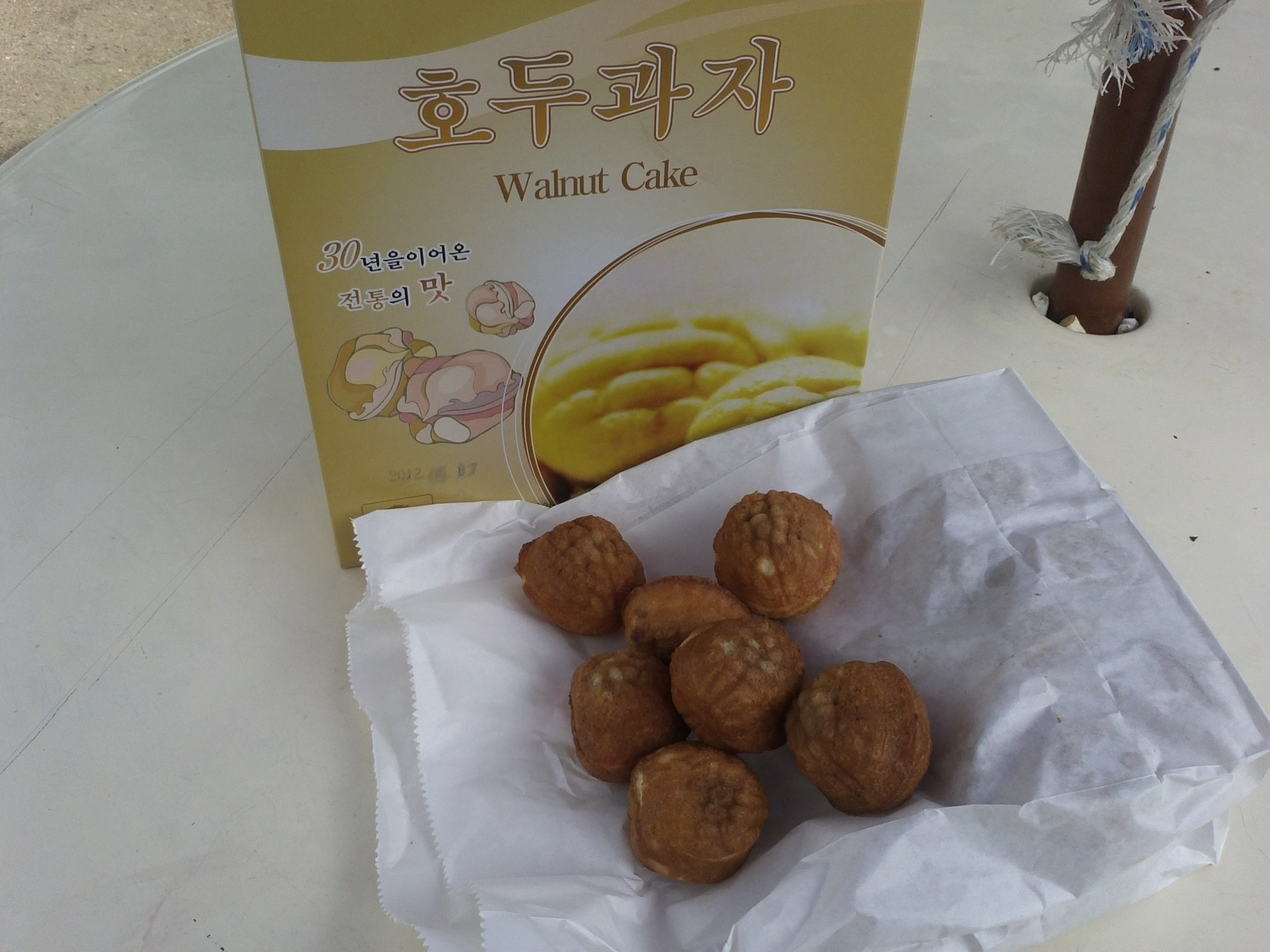
호두과자